# Sougères-en-Puisaye
Sougères-en-Puisaye település Franciaországban, Yonne megyében. Lakosainak száma 298 fő (2022. január 1.). Sougères-en-Puisaye Étais-la-Sauvin, Druyes-les-Belles-Fontaines, Lain, Lainsecq, Sementron, Thury és Les Hauts de Forterre községekkel határos.

## Népesség
A település népessége az elmúlt években az alábbi módon változott:
| Lakosok száma | 329  | 324  | 327  | 318  | 317  | 316  | 317  | 308  | 298  |
|               | 2013 | 2015 | 2016 | 2017 | 2018 | 2019 | 2020 | 2021 | 2022 |